# Nadieżda Koniajewa
Nadieżda Jefimowna Koniajewa, ros. Надежда Ефимовна Коняева (ur. 5 października 1931 w Czapkinie w rejonie czeriemisinowskim) – rosyjska lekkoatletka specjalizująca się w rzucie oszczepem, która reprezentowała Związek Radziecki.
W 1956 roku uczestniczyła w igrzyskach olimpijskich, które odbywały się w Melbourne. Rzutem na odległość 50,28 zapewniła sobie wówczas brązowy medal. W 1954 podczas mistrzostw Europy także zajęła trzecie miejsce i wywalczyła brązowy krążek. W 1954 trzykrotnie poprawiała rekord świata - od 53,56 do 55,48. Rekord życiowy: 55,48 (6 sierpnia 1954, Kijów).